# Sesleria heufleriana
Sesleria heufleriana là một loài thực vật có hoa trong họ Hòa thảo. Loài này được Schur miêu tả khoa học đầu tiên năm 1853.

## Hình ảnh

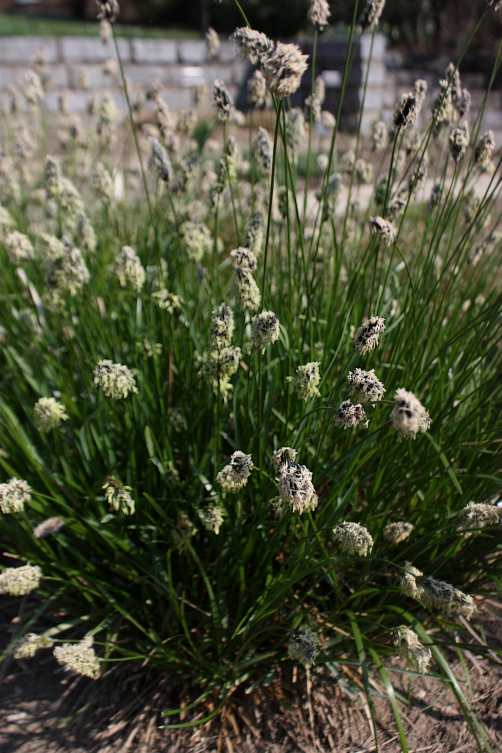
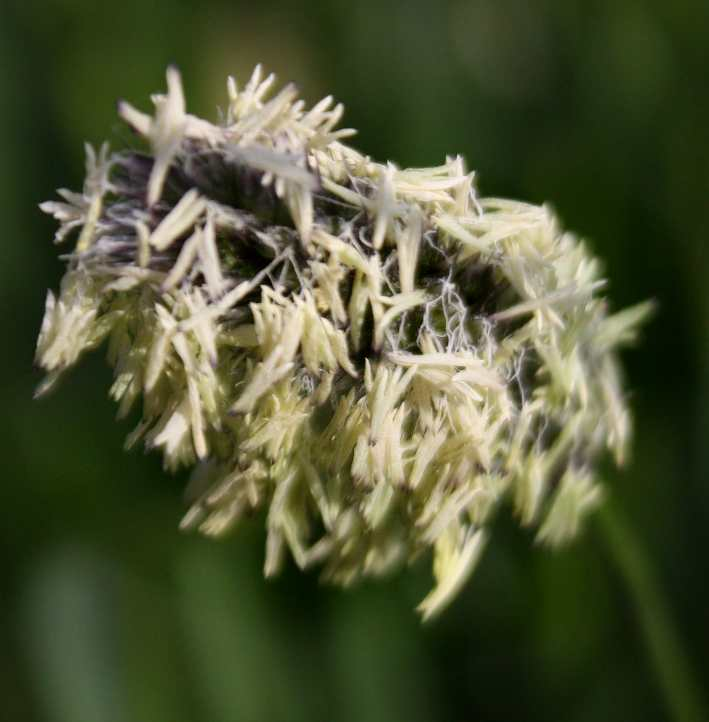
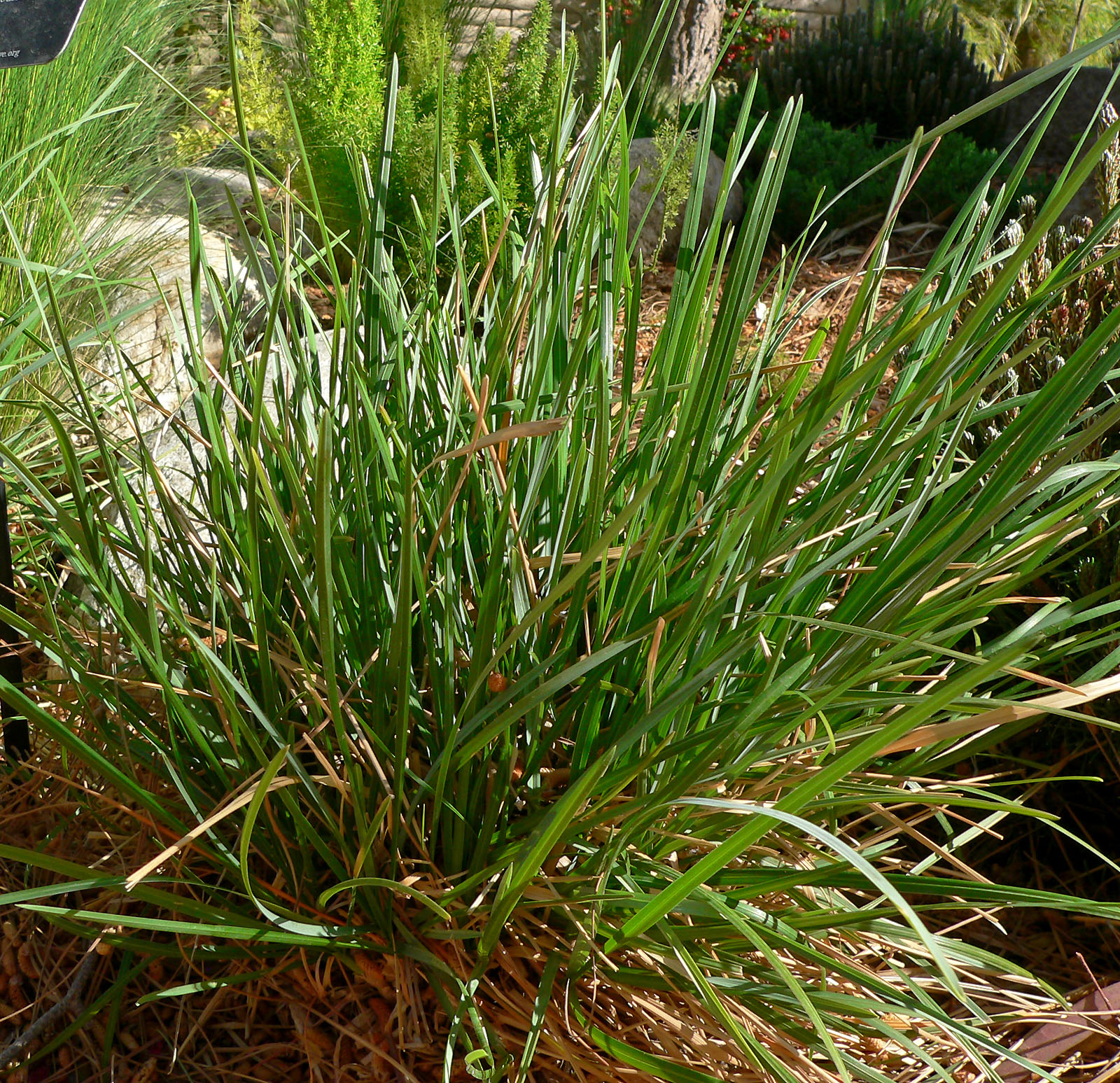
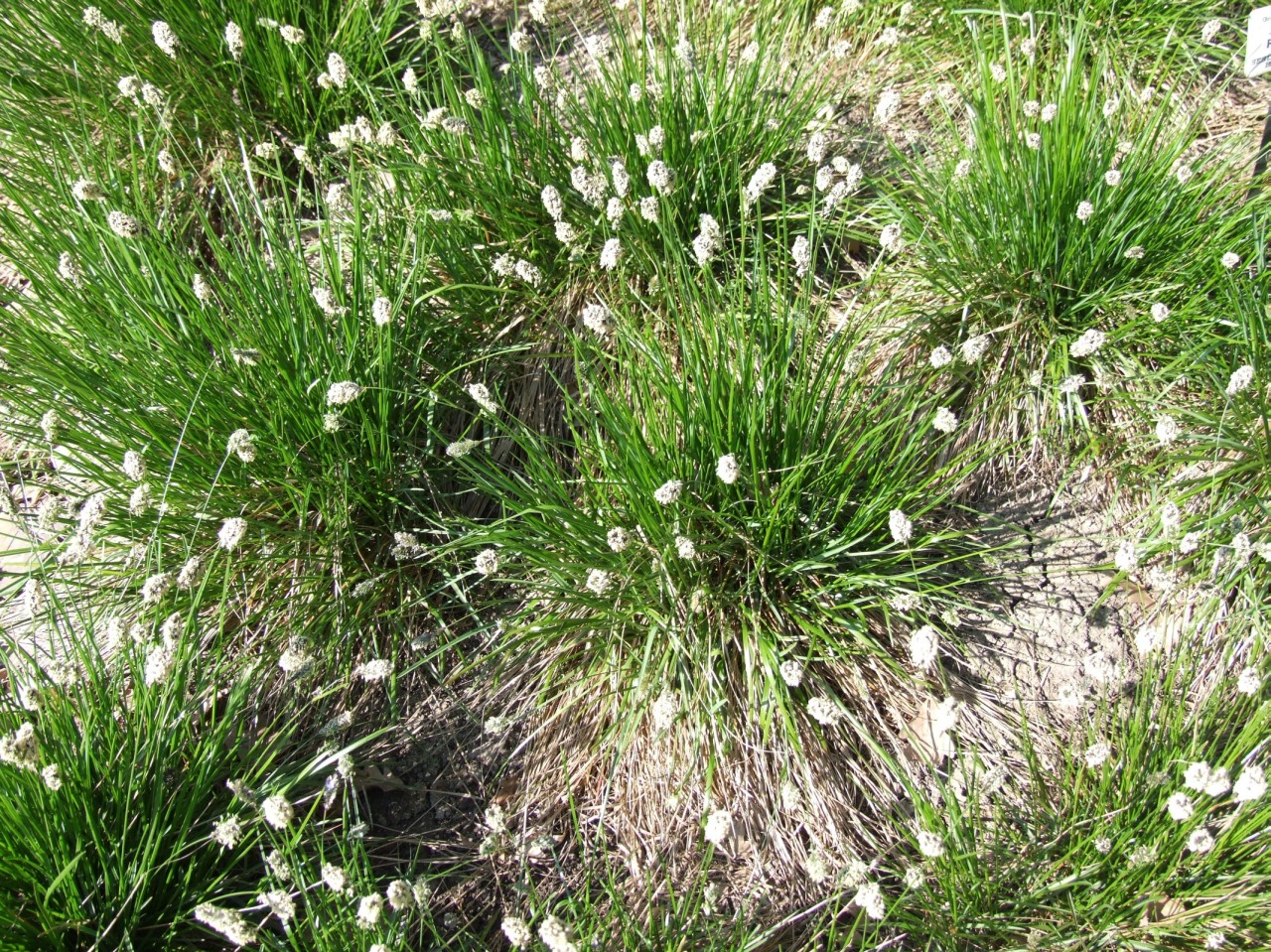